# Амейе-сюр-Орн
Амейе́-сюр-Орн (фр. Amayé-sur-Orne) — коммуна во Франции, находится в регионе Нижняя Нормандия. Департамент коммуны — Кальвадос. Входит в состав кантона Эвреси. Округ коммуны — Кан.
Код INSEE коммуны — 14006.

## Население
Население коммуны на 2010 год составляло 1026 человек.
| 1962 | 1968 | 1975 | 1982 | 1990 | 1999 | 2010 |
| ---- | ---- | ---- | ---- | ---- | ---- | ---- |
| 261  | 257  | 420  | 732  | 722  | 686  | 1026 |

## Экономика
В 2010 году среди 664 человек трудоспособного возраста (15—64 лет) 523 были экономически активными, 141 — неактивными (показатель активности — 78,8 %, в 1999 году было 69,0 %). Из 523 активных жителей работали 493 человека (249 мужчин и 244 женщины), безработных было 30 (16 мужчин и 14 женщин). Среди 141 неактивных 45 человек были учениками или студентами, 66 — пенсионерами, 30 были неактивными по другим причинам.